# Nicolas-François Milet de Monville
Nicolas Milet, sieur de Monville, connu sous le nom de Nicolas-François Milet, né en 1696 à Toulon et décédé le 16 septembre 1773, est un ingénieur, architecte militaire, urbaniste, ingénieur hydraulicien français. Lieutenant-colonel d’infanterie, il commande la place des Îles d’Or pour le compte du roi Louis XIV.
Il est chevalier de l’Ordre royal et militaire de Saint-Louis.

## Biographie
Ingénieur en chef, il exerce les fonctions de directeur des fortifications de Toulon. Il est à l'origine de la réinstallation de troupes dans les îles d'Hyères en 1744.
Avec la guerre de Succession d’Autriche, il est détaché dans le Dauphiné. Il réalise différents projets de restructuration, notamment pour la place forte de Mont-Dauphin et le fort Queyras.
Il dirige des travaux à Saint-Tropez en 1746-1747.
En 1750, il prépare un projet de canal pour relier le port de Bouc (actuellement Port-de-Bouc) au Rhône.
Directeur des fortifications de Basse-Provence, il rédige un projet général pour la défense de Toulon. Il fait réaliser de nombreux ouvrages de défense autour du Faron et d’un fort comprenant une caserne, une poudrière, le fort Lamalgue à Toulon, en s’appuyant sur les projets d’Antoine Niquet,, ainsi que le fort Sainte-Catherine.
Il apporte d’importantes modifications aux fortifications et aux darses de Toulon.
Son action s’étend jusqu’aux alentours de Toulon.
Il est en 1754 commandant pour le roi des Îles d’Or. Un registre de catholicité de Bormes-les-Mimosas le présente comme « écuyer, sieur de Monville, chevalier de l’ordre royal et militaire de Saint-Louis, lieutenant-colonel d’infanterie, ingénieur en chef et commandant pour le roi des Îles d'Or ».
En 1765, il est commandant de la milice d’Hyères et des îles d'Or. Il y fait bâtir plusieurs ouvrages de défense : batterie du centre, sur l’île de Bagaud, 
Le maréchal de Paulmy le décrit comme un « homme très intelligent, très vigilant et fort actif ».

## Écrits de Nicolas-François Milet
- Mémoire sur le golfe de Grimaud et sur la ville et la citadelle de Saint-Tropez, 1752.
- Description de la coste de Provence relative à la carte cy jointe, 25 feuilles, 1752.
- M. de Bourcet, Mémoires militaires sur les frontières de la France, du Piémont et de la Savoie, depuis l’embouchure du Var jusqu’au lac de Genève : il a écrit le tome II en 1743[19],[20].
- Petites places du departement de Toulon : Estat des logemens, magasins, fours, citernes, &c., 1752, 6 feuilles.
- Copie du mémoire présenté à Mgr le comte de Maurepas le 8 juin 1744 pour luy representer la necessité de garder les isles d’Hyeres qu’on luy avoit insinué d’abandonner, 4 feuilles.

### Cartes
- Carte de la côte de Provence depuis l’embouchure du Rhône jusques au port de Villefranche, 125 x 48 cm, 1755.
- Carte des rades de Toulon, 1759. batterie de Saint-Elme.